# Nova Iniciativa Democrática do Kosovo
A Nova Iniciativa Democrática do Kosovo (em albanês:  Iniciativa e re Demokrarike e Kosovës) é um partido político no Kosovo, representando a minoria étnica "egípcia" (uma comunidade dos Balcãs que se auto-identifica como descendente dos antigos egípcios).
Até 2010 (ano em que surgiu a Liga Egípcia do Kosovo) era o único partido representando a comunidade egípcia e até 2014 esteve representado na Assembleia do Kosovo, onde manteve uma aliança com o grupo parlamentar da AAK - Aliança pelo Futuro do Kosovo. Em 2019 regressou ao parlamento e passou a integrar o grupo parlamentar do Vetëvendosje. Em 2021, na sequência de uma vitoria eleitoral do seus aliados do Vetëvendosje, a IRDK passou a integrar o governo, com o seu líder Elbert Krasniqi como Ministro da Administração Local.

## Resultados eleitorais

### Legislativas
| Data | Votos | %     | Eleitos |
| ---- | ----- | ----- | ------- |
| 2001 | 3.976 | 0,50% | 2 / 120 |
| 2004 | 2.658 | 0,39% | 2 / 120 |
| 2007 | 2.121 | 0,34% | 1 / 120 |
| 2010 | 1.690 | 0,24% | 1 / 120 |
| 2014 | 1.456 | 0,20% | 0 / 120 |
| 2017 | 1.521 | 0,21% | 0 / 120 |
| 2019 | 1.755 | 0,21% | 1 / 120 |
| 2021 | 3.305 | 0,38% | 1 / 120 |
| 2025 | 4.093 | 0,48% | 1 / 120 |

A Constituição do Kosovo reserva um lugar no parlamento para os egípcios, e mais um lugar para quem tenha tido mais votos no conjunto das comunidades egípcia, roma e ascáli.